# Koichi Sugiyama (futebolista)
Koichi Sugiyama (杉山 弘一, Sugiyama Koichi, Osaka, 27 de Outubro de 1971) é um ex-futebolista, atualmente treinador de futebol japonês. Comandou o Albirex Niigata de Singapura.

## Carreira
Após jogar na J1 League por 3 clubes diferentes ao longo de 10 anos, ele se aposentou em 2004. Sugiyama foi o treinador do Urawa Red Diamonds de 2004 até 2009 e treinador da Albirex Niigata Singapore FC de 2010 até 2013. Durante o seu tempo em Singapura, ele ganhou o prêmio do Treinador do Ano de S.Lague em 2011, no mesmo ano ele guiou seu time rumo à vitória na Copa da Liga de Singapura  e à final da Copa de Singapura.